# Age of Wonders II: The Wizard's Throne
Age of Wonders II: The Wizard's Throne è un videogioco strategico a turni, seguito di Age of Wonders, sviluppato da Triumph Studios e pubblicato nel 2002 da Gathering of Developers e 1C Company.
Venne ben accolto dalla critica, con voti mediamente superiori a 8 su 10.
Venne ripubblicato, assieme al primo titolo, nella raccolta Age of Wonders: Masters Collection del 2003. Il seguito diretto è Age of Wonders: Shadow Magic.

## Trama
Il gioco si svolge in un mondo popolato da creature fantasy. Nella campagna per giocatore singolo, il giovane condottiero umano Merlino (che nulla ha a che vedere con il Merlino arturiano), in fuga dalle devastazioni che hanno colpito il suo mondo, viene sorpreso dai draghi sulla sua nave volante e si perde in mare. Viene salvato dal mago Gabriel, che lo guiderà come mentore nell'apprendimento delle sfere della magia (aria, fuoco, terra, acqua, vita, morte). Gli rivela che tutte le sfere erano governate dal Circolo dei Maghi, ma quando questi hanno iniziato a lottare tra loro hanno causato la devastazione del mondo. Merlino guiderà gli umani superstiti e tenterà di riunificare il Circolo dei Maghi, riportando la pace.

## Modalità di gioco
Il funzionamento generale del gioco è molto simile a quello del primo Age of Wonders, al quale si rimanda; qui si descrivono le principali differenze.
Il personaggio principale (mago) del giocatore non avanza più di livello come gli altri eroi, ma la sua morte non causa automaticamente la sconfitta, essendoci la possibilità di resuscitarlo; inoltre ogni mago, ovunque si trovi, può lanciare incantesimi in tutto il proprio Dominio, un'area variabile della mappa delimitata da confini colorati, che si estende attorno al mago e ad altri eroi e edifici magici.
Le razze giocabili sono sempre 12, ma due sono state rimpiazzate. Tutte le unità disponibili sono nuove o modificate.
Sono state rese più complesse le città, che possono produrre un'ampia varietà di edifici, ma sempre gli stessi per tutte le razze. È anche possibile aumentare la grandezza delle città e fondare città completamente nuove.